# ستديو المشاهدين (برنامج)
ستديو المشاهدين برنامج  حواري فني قدمته الإعلامية اللبنانية جومانا بو عيد على قناة  art الموسيقى.

شعار برنامج ستديو المشاهدين 1998.

## نبذة عن البرنامج

مجموعة لقطات من برنامج ستديو المشاهدين

بدأ بثه  في عام 1996 على art الموسيقى التابعة لشبكة راديو وتلفزيون العرب استضاف أهم كبار نجوم الغناء في العالم العربي وكان يتضمن عدة فقرات منها عرض تقارير مصورة عن أعمالهم ومشوارهم الفني، إضافة لإتصالات المشاهدين وطرحهم الأسئلة عليه، توقف بثه عام 2003 بعد شراء الأمير الوليد بن طلال للقناة وتحوليها ل روتانا موسيقى.

## أهم النجوم الذي استضافهم البرنامج
- ذكرى (مغنية)[3]
- نوال الكويتية
- خالد عبد الرحمن
- علي عبد الستار
- عبادي الجوهر
- نوال الزغبي
- عاصي الحلاني
- مصطفى قمر
- هويدا يوسف
- مرام البلوشي
- فلة الجزائرية
- سوزان تميم